# Flughafen Kaadedhdhoo

i7
i11
i13
Der Kaadedhdhoo Airport (IATA-Code: KDM, ICAO-Code: VRMT) ist ein nationaler Flughafen auf der Insel Kaadedhdhoo im maledivischen Distrikt Gaafu Dhaalu, der die südliche Hälfte des Huvadhu Atolls umfasst. Er wurde 1993 von Präsident Maumoon Abdul Gayoom eröffnet.
Der Flughafen füllt die Fläche der ansonsten unbewohnten Insel fast vollständig aus. Nächstgelegene Orte sind die etwa vier Kilometer weiter nördlich gelegenen Distrikthauptstadt Thinadhoo sowie der Ort Madaveli auf der drei Kilometer südlich gelegenen gleichnamigen Insel. Lokaler Transport vom und zum Flughafen findet mit Barkassen und Dhonis statt. Betreiber ist die Abteilung für regionale Flughäfen des staatlichen Ministeriums für Transport und Kommunikation.
Der Flughafen liegt auf einer Höhe von 0,6 Metern über dem Meeresspiegel und verfügt über eine von Nordnordwest nach Südsüdost ausgerichtete, asphaltierte Start- und Landebahn mit einer Länge von 1220 Metern und einer Breite von 30 Metern. Passagierflüge bietet die staatliche Maldivian nach Gan, Kadhdhoo und Malé. Villa Air fliegt den Flughafen nach Bedarf ebenfalls an.